# 保罗·里迪
保罗·里迪（英語：Paul Reedy，1961年1月21日—），澳大利亚男子赛艇运动员。他曾代表澳大利亚参加1984年和1988年夏季奥林匹克运动会赛艇比赛，其中1984年奥运会获得一枚银牌。